# Parkosz

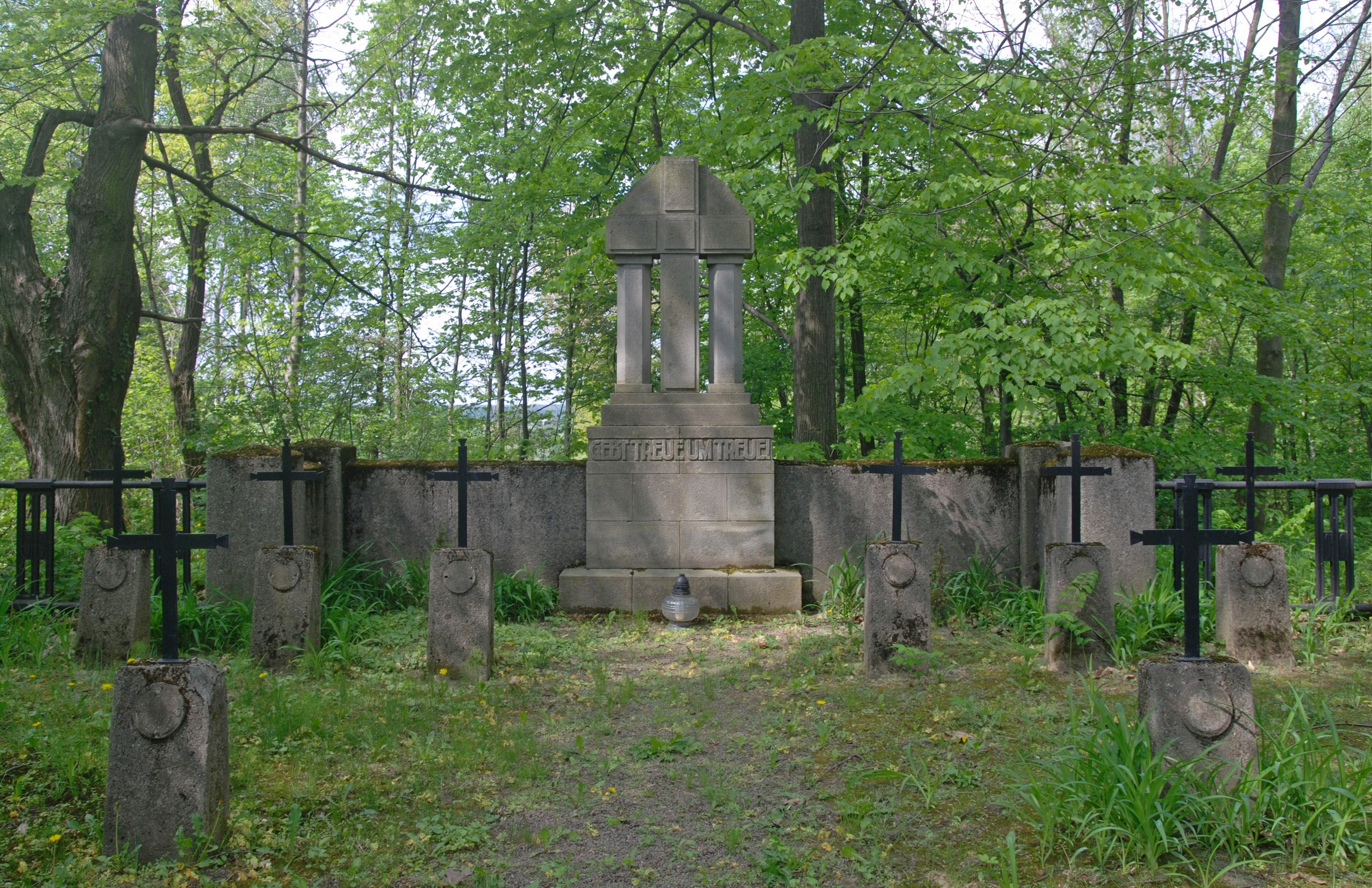
Cmentarz wojenny nr 238

Parkosz – wieś w Polsce, położona w województwie podkarpackim, w powiecie dębickim, w gminie Pilzno.
Wieś w powiecie pilzneńskim w województwie sandomierskim w XVI wieku była własnością kasztelana rozpierskiego Mikołaja Przedbora Koniecpolskiego. W latach 1975–1998 miejscowość administracyjnie należała do województwa tarnowskiego.
Wierni kościoła rzymskokatolickiego należą do parafii Narodzenia Najświętszej Maryi Panny w Dobrkowie w dekanacie Pilzno, diecezji tarnowskiej.

## Integralne części wsi
| SIMC    | Nazwa    | Rodzaj    |
| ------- | -------- | --------- |
| 0826295 | Łabuzie  | część wsi |
| 0826303 | Maga     | część wsi |
| 0826310 | Podgórze | część wsi |

## Zabytki
- Dwór z parkiem z połowy XIX w.

Inne obiekty historyczne
- Cmentarz wojenny nr 238 – Parkosz